# SkySaga: Infinite Isles
SkySaga: Infinite Isles (срп. Небеска Сага: Бескрајна Острва)  је игрица отвореног света, ММО типа, направљена од стране развојног тима Radiant Worlds и објављена од стране издавача Smilegate. У овом тренутку, игра је у Затвореној Алфа верзији и доступна само на Microsoft Windows платформи. Играчи тренутно могу да играју само уз позив.

## Начин игре
Сваки играч има своје острво, које ће бити њихов дом у свету Небеске Саге. Играчи могу купити додатна острва,на којима могу да руше и граде. Играчи могу да путују у различите светове - Острва Авантуре, где обављају задатке, прикупљају ресурсе, истражују и боре се са непријатељима пролазећи кроз портал - Мегалит.
Што се више Авантура оствари, све ће више нових додатних задатака бити откључано, те ће тако постепено сваки играч бити уведен у саму историју Бескрајних Острва.

## Расе и прилагођавање карактера
Играчи почињу игру са могућношћу избора једне од четири расе. Козметичке промене, као што су коса, очи, и боја прве одеће могу да се измене само на почетку игре.

## Окружење у игри

### Град Првог Светла
Град Првог Светла (скр. ГПС), је место где су се окупили познати ликови из Небеске Саге, да тргују и да дају задатке. Играчи ће провести доста времена у овом граду, ради стицања задатака и набавку материјала који ће се користити за прављење различитих објеката у игри, од изградње кућа и слично, до прављења новог оружија и оклопа.
Након што се вратите из ваше авантуре, можете да путујете у Град Првог Светла  и тамо тргујете и купујете ресурсе, добијате и предајете задатке. У ГПС можете се такмичити у ПВП борби, или и брзој изградњи задатих објеката.
Град Првог Светла мењао је свој изглед више пута од прве верзије игре, и вероватно ће се и даље мењати пошто је игрица у Алфа фази.

### Матична Острва
Сваки играч почиње игру на свом матичном острву. Свако острво у поседству играча је прилагодљиво, и може се мењати по жељи његовог власника. Играчи могу да позову пријатеље да им помогну у изради њихове креације давањем права тим играчима за изградњу.

### Острва Авантуре
Играчи могу да почну авантуру кроз друге светове, жртвовањем Кључних камења (а у одређеним случајевима и друге предмете) у Мегалит порталу, и тако доспеју у насумично генерисани свет. У овој авантури ће моћи да завршавају мисије, сакупљају ресурсе, туку непријатеље, и истражују пределе и грађевине. У већини Авантуре постоји Газда, кога можете поразити, а заузврат добијате плен високе вредности, а често и завршавате мисију.

## Награде
Небеска Сага: Бескрајна Острва добила је у 2015. години ТИГА награду за најбољи дизајн звука